# Scopula sjostedti
Scopula sjostedti är en fjärilsart som beskrevs av Alexander Michailovitsch Djakonov 1936. Scopula sjostedti ingår i släktet Scopula och familjen mätare. Inga underarter finns listade.